# Heliconia caribaea
Heliconia caribaea is een plant uit de familie Heliconiaceae, afkomstig uit de Antillen. 
De wetenschappelijke naam werd gepubliceerd door Jean-Baptiste de Lamarck. De soort komt voor in de vochtige tropische regenwouden en nevelwouden van de Grote Antillen en Kleine Antillen.
Heliconia caribaea maakt deel uit van de flora van Caribisch Nederland op Saba en Sint Eustatius. De Franse naam is Balisier.
De rode bloemen hebben waarde als snijbloem en worden ook wel "lobster claws" genoemd. Heliconia caribaea wordt bezocht door kolibries zoals de granaatkolibrie (Eulampis jugularis).

## Synoniemen
- Bihai borinquena (Griggs) Griggs
- Bihai borinquena var. coccinea Griggs & Harris
- Bihai-conferta (Petersen) Kuntze
- Heliconia borinquena Griggs
- Heliconia verleent Petersen

## Voorkomen
De plant komt van nature voor op Cuba, Haïti, Puerto Rico, Jamaica en de andere eilanden van West-Indië, waaronder Martinique en Guadeloupe, Saba, Nevis en Sint Eustatius.